# San Gregorio Matese
San Gregorio Matese ist eine italienische Gemeinde (comune) mit 870 Einwohnern (Stand 31. Dezember 2023) in der Provinz Caserta in Kampanien. Sie ist Bestandteil der Comunità Montana del Matese. Die Gemeinde liegt etwa 35 Kilometer nördlich von Caserta im Parco Regionale del Matese, gehört zur Comunità Montana "Zona del Matese" und grenzt unmittelbar an die Provinz Campobasso (Molise). Im Gemeindegebiet liegt der Lago del Matese.

## Verkehr
Durch die Gemeinde führt die frühere Strada Statale 158dir della Valle del Volturno (heute die Provinzstraße 331) von Alife nach Guardiaregia.

## Weblinks

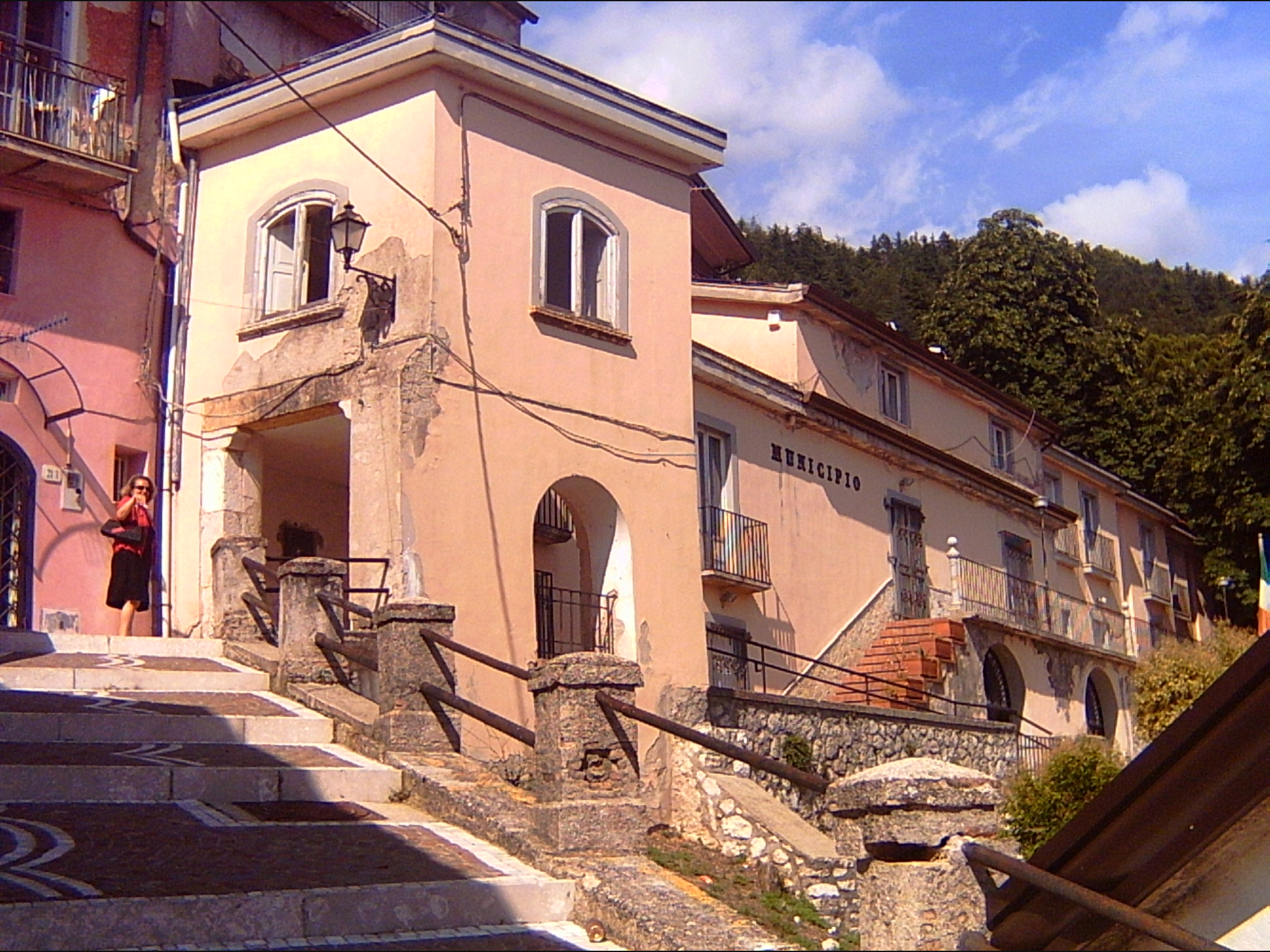
Rathaus von San Gregorio Matese